# Dryopteris toyamae
Dryopteris toyamae är en träjonväxtart som beskrevs av Tag. Dryopteris toyamae ingår i släktet Dryopteris och familjen Dryopteridaceae. Inga underarter finns listade.